# Burg Kaminoyama
Die Burg Kaminoyama (japanisch 上山城, Kaminoyama-jō) befindet sich in der Stadt Kaminoyama, (Präfektur Yamagata). In der Edo-Zeit residierten dort nacheinander fünf kleinere Fudai-Daimyō, zuletzt ein Zweig der Fujii-Matsudaira mit einem Einkommen von 30.000 Koku.

## Burgherren in der Edo-Zeit
- Ab 1622 ein Zweig der Nomi-Matsudaira mit 30.000 Koku.
- Ab 1626 die Kamō mit einem Einkommen von 40.000 Koku.
- Ab 1628 ein Zweig der Toki mit 25.000 Koku.
- Ab 1692 die Kanamori mit 35.000 Koku.
- Ab 1697 bis 1868 die Fujii-Matsudaira  mit einem Einkommen von 30.000 Koku.

## Geschichte
Vorläufer der Burg war eine Anlage, die die Kaminoyama ein Zweig der Tendō in der Sengoku-Zeit anlegten. 1514 wurde der Burgherr Kaminoyama Yoshifusa von Date Tanemune besiegt, der damit die Burg übernahm. Nach Yoshifusas Tod 1520 konnte sein Sohn Takenaga Yoshitada die Burg wieder zurückgewinnen, die aber 1580 von den Feinden der Tendō, den Mogami, erobert wurde. Als diese 1622 abgesetzt wurden, übernahmen verschiedene Daimyō die Burg, bis 1628 Toki Yoriyuki (土岐 頼行; 1608–1685) Burgherr wurde und sie umfassend ausbaute. Nachdem die Toki versetzt worden waren, ließ das Bakufu die Gebäude im zentralen Bereich, dem Hommaru abreißen. Mit der Übernahme der Burg durch die Fujii-Matsudaira wurde der zweite Burgbereich, das Ni-no-maru, zum Sitz der Residenz.
An der höchsten Stelle der Anhöhe war das Hommaru angelegt. Es besaß einen Wachturm an der Südostseite, während sich das Tor mit einem zweistöckigen Wachturm  an der Ostseite befand. Darunter befand sich an der West- und Ostseite unter Ausnutzung der Geländegegebenheiten das Ni-no-maru.
Auf der Westseite der Burg ist ein Rest des „Inneren Grabens“ (内堀, Uchibori) und ein Teil des Erdwalles erhalten. Auch ein Teil des Samurai-Viertels ist erhalten.  Im Ni-no-maru wurde 1982 der Burgturm (天主閣, Tenshukaku) als Museum wieder hergestellt. Ein Teil der Burganlage bildet heute den Tsukioka-Park (月丘公園, Tsukioka-kōen).